# Georg Bosbach
Georg Bosbach (* 11. Oktober 1953; † 13. September 1972) war ein deutscher Fußballspieler.

## Karriere
Bosbach spielte bis zur C-Jugend in der Fußballabteilung des TuS Ülpenich, einem Stadtteilverein aus Zülpich im Kreis Euskirchen, und wechselte 1968 in die Jugendabteilung des 1. FC Köln. Im Jahr 1971 gewann er mit den A-Junioren des FC die Deutsche Fußballmeisterschaft der A-Junioren. Mit Mitspieler Herbert Hein verband ihn eine fast brüderliche Freundschaft. Im Finale setzten sich die Kölner am 11. Juli in Fürth mit 3:1 gegen den 1. FC Nürnberg durch. Sein Talent führte den Angreifer auch in die Jugendnationalmannschaft, mit der er im Mai 1972 am UEFA-Juniorenturnier in Spanien teilnahm. Die Elf von DFB-Trainer Herbert Widmayer kam bis in das Finale, welches am 22. Mai in Barcelona mit 0:2 gegen England verloren wurde. Bosbach lief dabei an der Seite von Mitspielern wie Helmut Roleder, Peter Krobbach, Karl-Heinz Körbel, Ronald Worm, Dieter Müller, Kurt Eigl und Bernhard Dürnberger auf. Als Mittelfeldspieler aus der eigenen Jugend erhielt er von seinem Verein im Sommer 1972 einen Profivertrag. Sein einziges Pflichtspiel für die erste Mannschaft bestritt er am 12. August 1972, als er in der Vorrunde der Gruppe 6 des DFB-Ligapokals bei der 1:3-Niederlage bei Fortuna Düsseldorf in der 30. Minute für Detlev Lauscher eingewechselt wurde.
Einen Monat später, am 13. September 1972, verunglückte Bosbach nach dem Training bei einem Verkehrsunfall im Kreis Euskirchen tödlich.